# Силасесквіоксани
Силасесквіоксани (англ. silasesquioxanes) — хімічні сполуки, в яких кожен атом силіцію з'єднаний з трьома атомами O, а кожен атом O приєднаний до двох атомів силіцію, отже, мають загальну формулу (SiH)2nО3n. Також звичайно сюди включають гідрокарбільні похідні.